# Ardara
|  | Aquest article tracta sobre la pel·lícula de 2019 dirigida per Raimon Fransoy i Xavier Puig. Vegeu-ne altres significats a «Ardara (pel·lícula)». |

Ardara (en sard, Aldara) és un municipi italià, dins de la província de Sàsser. L'any 2007 tenia 847 habitants. Es troba a la regió de Meilogu. Limita amb els municipis de Chiaramonti, Mores, Ozieri, Ploaghe i Siligo.
El 1478, durant la revoltà de Sardenya fou ataca infructuosament per les tropes de Lleonard II d'Alagó i Arborea.

## Administració
| Període | Identitat             | Partit        |
| ------- | --------------------- | ------------- |
| 2006-   | Giovanni Paolo Nuvoli | Llista cívica |